# Джанг (округ)
Джанг (урду ضِلع جھنگ‎, англ. Jhang District) — округ в пакистанской провинции Пенджаб. Столица округа — город Джанг. Согласно данным периписи населения Пакистана в 1998 году население округа составило 2,8 миллионов человек. Городское население 23 %. По оценкам к 2008 население выросло до 3,5 миллионов человек. Наиболее распространённый язык — панджаби, хотя в системе образования используется такжен и урду.